# 아웃오브캠퍼스
아웃오브캠퍼스는 대한민국의 음악 그룹이다. 2016년 싱글 앨범 [이상형 (An Ideal Type)]으로 데뷔했다.

## 방송
- 락쿵 (2022) - Top18

## 작곡
- 아웃오브캠퍼스 <이상형> (2016)

## 공연
- 토요일은 청이좋아 영화같은 하루 (2016)
- 인천인디음악페스티벌 '날 것' (2019)

## 수상
- 제5회 All Star 뮤지션 페스티벌 - 실력있는 뮤지션 발굴 콘테스트 장려상 (2022)
- 청년예술가 온라인 전국 경연대회 창작가요부문 은상 (2021)
- 대구포크페스티벌 포크송 콘테스트 대상 (2017)